# 福島辰夫
福島 辰夫（ふくしま たつお、1928年 - 2017年）は、日本の写真評論家、美術評論家。

## 来歴
東京都生まれ。1951年、岡鹿之助に勧められ美術評論に進む。1952年、東京大学文学部美学美術史学科卒業。1952年、瑛九の「デモクラート美術家協会」に参加した。
『10人の眼』展を1957年に開催し（出品作家は、石元泰博、川田喜久治、川原舜、佐藤明、丹野章、東松照明、常盤とよ子、中村正也、奈良原一高、細江英公）、後にVIVOに集う写真家たちを含め、その後の日本の写真界を担う若い才能を見いだしたことで知られる（VIVOの設立そのものにも関わっている）（「10人の眼」展は、1959年の第3回まで開催された）。
全日（全日本学生写真連盟）の「状況」という文庫本サイズの写真集を、指導して製作している（1960年代）。
1981年、「いま!!東松照明の世界・展」を企画した（1984年まで日本全国33ヶ所を巡回）。

## 執筆
- 細江英公『おとこと女 細江英公写真集』（山本太郎：詩、エド・ファン・デア・エルスケン：解説、福島辰夫：解説）、カメラアート社、1961年。
- デモクラート1951-1957（宮崎県立美術館・和歌山県立近代美術館カタログ・1999年）：「私のデモクラート、瑛九のデモクラート」

## 著書
- 現代のフォトアート第4、風景篇（河出新書写真篇）、重森弘淹・福島辰夫監修、河出書房、1956年
- 映像とは何か（現代写真叢書）、岡田晋/浅沼圭司/吉村伸哉/松本俊夫/和田勉/近藤耕人/佐々木基一/伊藤美一/福島辰夫/津田新一、写真同人社、1966年
- 福島辰夫写真評論集（窓社・2011年）
  - 責任編集：北野謙、デザイン：町田覚、編集：本尾久子
  - 第一巻：写真を発見する世界（2011年8月刊行）
    - 第一章 個人像をめぐってー友人X氏への手紙（1966年『映像とは何か』写真同人社に掲載）
    - 第二章 VIVOの時代（1978年、サンタバーバラ・ミュージアム・オブ・アート「VIVO展」カタログに一部が英訳され掲載。1980年、加筆され『写真装置』連載「VIVOの時代」第一回に掲載）
    - 第三章 肖像写真ーその歴史的展望と現代的考察（1.古き、よき時代のポートレート／2.近代へ歩みを進めた人たち）（1961年『ポートレート』に掲載）
    - 第四章　歴史は何を教えるか（1.開拓者の情熱/2.目撃者としての写真家/3.人間透視術ー人物写真/4.カラー写真覚え書/5.コマーシャルフォトの論理/6.写真史への疑問）（1961年『カメラ芸術』に掲載）
    - 第五章 写真を発見する世界（1984年「写真＝未知への旅」学生写真自主セミナースライド講演テープより）

  - 第二巻：「10人の眼」・VIVOの時代（2011年8月刊行）
    - 第一章 なぜ「10人の眼」であったか（1977年『日本現代写真史1945-1970』に掲載）
    - 第二章 青白い火花ー奈良原一高（1957年『カメラ』連載「これからの写真家」に一部掲載、後に加筆され1980年『写真装置』連載「VIVOの時代」第二・三回に掲載）
    - 第三章 バウハウスの鉱脈ー石元泰博（バウハウスの鉱脈1/バウハウスの鉱脈2）（「1」は1957年に月刊『カメラ』連載「これからの写真家」第一回に掲載、「2」は1980年『写真装置』連載「VIVOの時代」第七回に掲載）
    - 第四章 新しき時代のリアリストー細江英公（新しき時代のリアリスト/"おとこと女"―不幸の実像）（1957年に月刊『カメラ』連載「これからの写真家」第四回に掲載。1961年、細江英公写真集『おとこと女』に掲載）
    - 第五章 スタインケンのプレゼント（1955年『カメラ』に掲載）
    - 第六章 写真家物語ユージン・スミス（1955年『カメラ』に掲載）
    - 第七章 極私と超国境の空間から（1973年『フォトアート』に掲載）
    - 第八章 自然・風景・無風景（1973年『フォトアート』に掲載）
    - 第九章 私のデモクラート、瑛九のデモクラート（1999年　埼玉県立近代美術館『デモクラート1951-1957解放された戦後美術展』図録に掲載）

  - 第三巻：破綻と彷徨（未刊）
    - 収録予定作品は「破綻と彷徨」（1974年）、「東松照明」（1976年）